# Anhel
Anhel va ser una revista d'estudiants, subtitulada "butlletí del Col·legi de Teologia dels PP. Caputxins de Catalunya", publicada a Sarrià en català entre els anys 1947 i 1966, i de la qual aparegueren 22 números.

## Característiques
Materialment era una publicació modesta, de confecció artesanal, en bona part estampada en una rudimentària màquina de fer proves com a tota impremta, però excepcional aquells anys a Barcelona per la llengua emprada els 1950/60. El seu àmbit d'influència era molt reduït, però això no li impedí mantenir intercanvi internacional amb publicacions estudiantils equiparables de països com Itàlia, Brasil, Canadà, Mèxic, Bèlgica, Xile, Holanda, Estats Units, Àustria, Uruguai... L'ús del català amb naturalitat en les seves planes va ser motiu d'una singular controvèrsia idiomàtica.